# 1992년 동계 올림픽 바이애슬론
1992년 동계 올림픽 바이애슬론 경기는 1992년 2월 11일부터 2월 20일까지 프랑스 알베르빌에서 열렸다. 여자 바이애슬론이 이 대회에서 올림픽 종목으로 처음 채택되었다.

## 참가국
다음은 1992년 알베르빌 동계 올림픽 바이애슬론 본선 진출국 목록이다.
| - 아르헨티나 (7) - 오스트레일리아 (2) - 오스트리아 (5) - 불가리아 (10) - 캐나다 (9) - 중화인민공화국 (8) - 에스토니아 (8) - 연합 (11) | - 핀란드 (9) - 프랑스 (10) - 영국 (5) - 독일 (10) - 그리스 (2) - 헝가리 (9) - 이탈리아 (10) - 일본 (3) | - 대한민국 (4) - 라트비아 (4) - 리투아니아 (2) - 노르웨이 (12) - 폴란드 (9) - 루마니아 (6) - 슬로베니아 (5) - 스위스 (1) | - 스웨덴 (10) - 체코슬로바키아 (10) - 미국 (11) - 유고슬라비아 (4) |